# The Secret Circle (temporada 1)
The Secret Circle es una serie de televisión estadounidense de género dramático, creada por Kevin Williamson y basada en  la trilogía de libros del mismo nombre de la escritora L. J. Smith y fue elegida oficialmente para la temporada 2011-2012 el 8 de febrero de 2011 y fue estrenada el 15 de septiembre de 2011 por la cadena CW con 3.05 millones de espectadores.
La serie se enfoca en Cassie, una adolescente que, después de morir su madre, se muda con su abuela al misterioso pueblo de Chance Harbor, Washington. En este lugar, Cassie descubrirá que su nuevo grupo de amigos saben mucho más sobre ella que ella misma y que su destino es altamente peligroso, ya que ella es la clave de la batalla entre las fuerzas del bien y del mal, debido a que desciende de brujos muy poderosos.
La serie es protagonizada por Britt Robertson, Thomas Dekker, Phoebe Tonkin, Shelley Hennig, Jessica Parker Kennedy, Louis Hunter y Chris Zylka.

## Argumento
Después de la muerte de su madre, Cassie Blake se muda a la casa de su abuela, Jane Blake, en Chance Harbor, Washington. Su llegada genera revuelo dentro de un grupo de chicos formado por la dulce Diana Meade; su novio Adam Conant; Faye Chamberlain, la chica mala del pueblo y su amiga inseparable, Melissa Glaser y el solitario Nick Armstrong, que se acercan a ella para hacer amistad, aunque ellos parecen saber más acerca de ella, que ella misma. Pronto, los chicos le revelan que sus familias descienden de un largo linaje de brujas, y que han estado esperándola para unirse a ellos y completar una nueva generación del grupo que ellos llaman El Círculo, aunque esta vez, tendrán que mantener la práctica de magia en secreto, ya que a raíz de un incendio donde el Círculo de sus padres estuvo implicado y en el que murieron algunos de ellos, el Círculo de sus abuelos despojó de sus poderes a los sobrevivientes y abolieron la práctica de la brujería, Cassie se niega a creerles hasta que Adam le muestra la manera de desbloquear sus poderes. No es hasta que Cassie descubre el Libro de las Sombras (un libro que contiene hechizos) que Amelia, su madre escondió dentro de su habitación junto con una carta donde advierte del peligro que corre debido a su naturaleza, que decide que lo mejor es unir al Círculo mediante un hechizo que liga sus poderes a los del resto del grupo. Queriendo saber más acerca de su pasado, Cassie llega hasta Heather Barnes, una mujer que fue amiga de su madre y que sobrevivió al incendio del Astillero, sin embargo, descubre que desde ese día, Heather ha permanecido en un estado catatónico y junto con Faye lanzan un hechizo para curarla, sin darse cuenta de que en realidad el hechizo contenía a un demonio que había entrado al cuerpo de Heather. Después de la muerte de Heather, el demonio, encuentra un nuevo huésped en el cuerpo Melissa y más tarde en Nick, quien termina siendo asesinado por el padre de Diana, Charles en su intento por deshacerse del demonio.
Después de la muerte de Nick, su hermano mayor Jake regresa al pueblo para su velorio, trayendo consigo a Simone, una mujer perteneciente a un grupo conocido como True Believers, que se dedica a cazar y dar muerte a los brujos, y completando nuevamente El Círculo. Simone ataca a Cassie y a Jake dentro de la casa de la chica; sin embargo, más tarde se revela que Jake es también un cazador de brujas y que su regreso es para terminar con el Círculo. Isaac, el mentor de Jake ordena un ataque al Círculo, que termina con el descubrimiento de la magia negra que hay en Cassie, cuando se entera de que desciende de una de las familias más poderas en cuanto a magia negra se refiere. Tras este descubrimiento, Isaac informa a Jake que el consejo se ha interesado en la chica y deben marcharse con ella, por lo que la secuestran; sin embargo, Jake, quien ahora está enamorado de Cassie, con la ayuda de Adam y el resto del Círculo logran salvarla, quedan la verdadera identidad de Jake al descubierto.
Tras el descubrimiento de la magia negra en su interior, Cassie, esta comienza a apoderarse de ella cada vez con mayor facilidad. Cassie también aprende más sobre su padre John Blackwell cuando Jake regresa y le muestra lo que sucedió realmente 16 años atrás en el incendio en el que sus padre perdieron la vida, ya que él estuvo presente ese día y había bloqueado esos recuerdos. Por otra parte, Faye se aleja del Círculo para buscar recuperar sus poderes individuales con la ayuda de Lee Labeque, un joven sacerdote vudú, mientras que la amistad entre Diana y Melissa comienza a crecer.
Cassie es contactada por John Blackwell, después de activar el medallón de su familia, que contiene el poder de miles de brujas muertas. También los cazadores de brujas regresan, esta vez liderados por Eben, quien es el asesino de los padres del Círculo y que está tras Blackwell, ahora que descubrió que sigue vivo. La llegada de Blackwell al pueblo causa gran revuelo entre Dawn, quien cree que todo puede volver a ser como antes entre ambos, Charles, quien no se muestra sorprendido, ya que siempre creyó que su muerte había sido una farsa y Ethan, el padre de Adam, quien intenta matarlo; Jane regresa al pueblo después de pasar una larga temporada recuperándose de su pérdida de memoria, influenciada por Charles y Dawn para acabar con Blackwell, pero es Jane quien resulta muerta. El Círculo descubre que un brujo está ayudando a Eben y se enfocan en la búsqueda de los cristales de sus familias para amplificar su poder y poder acabar con ellos. Cuando van en busca del cristal Armstrong, Cassie descubre que Diana es su media hermana; buscando la ayuda de Isaac, El Círculo llega a una misteriosa y tenebrosa feria donde descubren que Nick sigue vivo. También se ponen de manifiesto las verdaderas intenciones Blackwell y porqué regresó a Chance Harbor: crear un Círculo con magia negra con sus hijas, Cassie y Diana y con otros cuatro hijos Balcoin de los otros círculos de la Costa Este. Para salvar a Faye, Melissa y Jake van tras Eben, Charles y Dawn llaman a Kate para recuperar sus poderes, pero ella les dice que su poder fue destruido por lo que no puede ser restaurado, pero a cambio le daría su poder; por lo que al llegar al Astillero, Charles lanza un hechizo para que los demonios salgan del cuerpo de Eben y entren al suyo, para después lanzarse al mar, sin embargo, más tarde se revela que Kate pone sobre él el mismo que hechizo que Amelia puso sobre Heather para contener a los demonios. Blackwell lanza un hechizo para acabar con todo aquel brujo que no tenga sangre Balcoin, pero Cassie y Diana logran revertir el hechizo, matando a su padre.
Ahora que El Círculo fue desligado debido a la unión de los cristales, Diana se niega a cerrarlo de nuevo y deja el pueblo para irse con Grant. Jake recibe una nota de advertencia de su abuelo, Royce sobre lo que viene para él y el resto del Círculo. Adam se ve tentado por el poder oscuro de la calavera de cristal y Faye y Melissa deciden seguir con su magia individual, y Cassie se ve envuelta por su magia oscura y los otros hijos Balcoin están por llegar a Chance Harbor.

## Elenco
| - Britt Robertson como Cassandra "Cassie" Blake. - Thomas Dekker como Adam Conant. - Gale Harold como Charles Meade. - Phoebe Tonkin como Faye Chamberlain. - Shelley Hennig como Diana Meade. - Jessica Parker Kennedy como Melissa Glaser. - Ashley Crow como Jane Blake (11 episodios). - Louis Hunter como Nick Armstrong (7 episodios). - Chris Zylka como Jake Armstrong (9 episodios, recurrente prev.) - Natasha Henstridge como Dawn Chamberlain. - Adam Harrington como Ethan Conant. - Joe Lando como John Blackwell. - Grey Damon como Lee Labeque. - Michael Graziadei como Callum. - JR Bourne como Isaac. - Tim Phillipps como Grant. - Sammi Rotibi como Eben. | - Emily Holmes como Amelia Blake. - Lauren Stamile como Lucy Gibbons. - Logan Browning como Sally Matthews. - John de Lancie como Royce Armstrong. - Hiro Kanagawa como Calvin Wilson. - Tom Butler como Henry Chamberlain. - Stepfanie Kramer como Kate Meade. - Camille Sullivan como Heather Barnes. - Zachary Abel como Luke. |

## Episodios
| Episodio | Título original(arriba) Título en español (abajo) | Director        | Escritor                         | Primera emisión          |
| --- | ------------------------------------------------- | --------------- | -------------------------------- | ------------------------ |
| 1 | «Pilot» ««Piloto»»                                | Liz Friedlander | Andrew Miller                    | 15 de septiembre de 2011 |
| Un mes después de la muerte de su madre, Cassie Blake, una adolescente normal, decide mudarse de California a casa de su abuela, que se encuentra en un lugar llamado Chance Harbor, Washington, ahí, Cassie pronto descubrirá que era esperada no solo por su abuela, sino por los miembros de un círculo secreto de brujos, que, con su llegada, ha sido completado. -Estreno en Latinoamérica: 9 de noviembre de 2011 por Warner Channel |                                                   |                 |                                  |                          |
| 2 | «Bound» ««Destinados»»                            | Liz Friedlander | Kevin Williamson & Andrew Miller | 22 de septiembre de 2011 |
| Cassie se niega a pertenecer al círculo de brujos de su nueva ciudad. Por otra parte, Dawn, la madre de Faye recibe la inesperada visita de su suegro cambiando inesperadamente sus planes. Faye se niega a cerrar el círculo, ya que disfruta sus mejorados poderes, entrando en una disputa con Diana, mientras que Adam se encuentra confundido por sus sentimientos hacia Cassie. Un hecho trágico hará que tanto Cassie como Faye acepten cerrar el círculo. -Estreno en Latinoamérica: 16 de noviembre de 2011 por Warner Channel |                                                   |                 |                                  |                          |
| 3 | «Loner» ««Solitaria»»                             | Colin Bucksey   | Richard Hatem                    | 29 de septiembre de 2011 |
| Cassie es invitada al baile de la escuela por un chico llamado Luke. Ella acepta, después de ver a Adam pasar tiempo con Diana. Mientras tanto, Melissa ve el baile como una oportunidad para estar más cerca de Nick. Faye no tiene planes de ir al baile, y se mantiene enfocada en encontrar una manera de controlar sus poderes. Dawn se entera de que alguien de su pasado está en la ciudad haciendo preguntas sobre el Círculo. -Estreno en Latinoamérica: 23 de noviembre de 2011 por Warner Channel |                                                   |                 |                                  |                          |
| 4 | «Heather» ««Heather»»                             | David Barrett   | David Ehrman                     | 6 de octubre de 2011     |
| Cassie emprende la búsqueda de Heather Barnes, una vieja amiga de su madre que estuvo presente el día del incendio, con la esperanza de que le diera alguna información sobre aquel día. Pero surge una complicación: Heather está bajo un hechizo que la mantiene en un estado catatónico. Finalmente, Cassie descubre que este hechizo fue hecho para bien, ya que impedía que Heather sintiera el dolor que le provocaba el demonio que la habitaba. Heather muere en un accidente, pero el demonio ingresa en uno de los 6 integrantes del círculo. -Estreno en Latinoamérica: 30 de noviembre de 2011 por Warner Channel |                                                   |                 |                                  |                          |
| 5 | «Slither» ««Deslizarse»»                          | Liz Friedlander | Dana Baratta                     | 13 de octubre de 2011    |
| Dawn y Charles intentan recuperar los cristales faltantes para obtener más magia y poder, ya que necesitan los seis para obtener el poder completo, mientras que Jane, la abuela de Cassie, tiene un cristal y ellos no lo saben. El demonio que salió de Heather al morir entró en Melissa y los demás miembros del círculo lo descubren e intentan sacarlo de ella, pero en el intento el demonio entra en Nick y él huye. Cassie le dice a su abuela que sabe que es bruja, y le pide que la ayude a sacar el demonio del cuerpo de Nick. Dawn junto a Charles ahogan a Nick para sacarle el demonio que iba tras los miembros del círculo, matando a Nick también. Jane y Cassie encuentran su cuerpo en el lago y avisan a Diana, Adam, Faye y Melissa de la muerte de Nick sin saber como ni quien lo mató. -Estreno en Latinoamérica: 7 de diciembre de 2011 por Warner Channel |                                                   |                 |                                  |                          |
| 6 | «Wake» ««Velatorio»»                              | Guy Bee         | Andrea Newman                    | 20 de octubre de 2011    |
| Jake Armstrong, el hermano de Nick vuelve a Chance Harbor después de dos años,y él es el que completa el círculo otra vez, por tener la misma sangre que Nick, aunque es un chico odiado por todo el pueblo en especial por Faye y Adam. Jane le entrega su cristal a Cassie y le dice que no puede contarle a nadie de que ella lo conserva ahora. El funeral de Nick se lleva a cabo y Jake se presenta diciendo una ofensa para Adam motivo por el cual pelean frente al resto de la reunión. Cassie es atacada por una joven llamada Simone que al parecer es conocida de Jake aunque ellos no lo saben. En una pelea, Simone casi logra matar a Jake pero Cassie interviene, utilizando el cristal, y Jake termina matando a Simone. Jane le cuenta a Dawn sobre el círculo y todo sobre ello para que la ayude a protegerlos sin saber que ella es uno de los males que lo afecta. Al parecer Jake es malo y tiene jefes que lo ordenaron a matar a todos los brujos y brujas de Chance Harbor. -Estreno en Latinoamérica: 14 de diciembre de 2011 por Warner Channel |                                                   |                 |                                  |                          |
| 7 | «Masked» ««Enmascarado»»                          | Charles Beeson  | Michelle Lovretta                | 27 de octubre de 2011    |
| Faye convence a Cassie de hacer una fiesta de Halloween para intentar ganarse a Jake otra vez. Jake es cada vez más sospechoso para el resto del círculo, Cassie encuentra un trozo del cuchillo que uso Simone para sacarle sangre, y le cuenta a Jake. Él mata a un hombre que tenía una tienda de antigüedades y que al parecer era brujo y sabía sobre los cazadores y el grupo de Jake. Faye distrae a Jake mientras Cassie estaba en la casa de Jake buscando algo sospechoso, Jake llega y la encuentra en su cuarto y la asusta. Luke, que también es un cazador de brujos, secuestra a Cassie, Diana, Faye, Melissa y Adam para matarlos junto a Jake pero Cassie tiene una magia y poder tan grande por medio de su madre y su padre que para todo y mata a Luke quemándolo, ella sola, Adam se desata y logran escapar. Jake se hace la víctima, diciendo que a le hicieron lo mismo pero no le creen mucho. Cassie encuentra un sobre con su nombre en la entrada de su casa y lo abre en su cocina, descubriendo las iniciales 'JB' al final del documento. Jane va a visitar a Henry, el abuelo de Faye y uno de los ancianos y, al ir a su casa lo encuentra muerto, esta saca el cristal de Henry e intenta curarlo pero, alguien desconocido la golpea y le roba el cristal. -Estreno en Latinoamérica: 18 de enero de 2012 por Warner Channel |                                                   |                 |                                  |                          |
| 8 | «Beneath» ««Bajo La Superficie»»                  | John Fawcett    | Don Whitehead & Holly Henderson  | 3 de noviembre de 2011   |
| Cassie se preocupa por su abuela después de no saber de ella por unos días. Adam decide que todo el círculo debe ayudar con la búsqueda en caso de que Jane está en problemas, además de venirle bien estar alejados de los cazadores de brujas. La búsqueda los lleva a la casa del abuelo de Faye, quien no saben que ha sido asesinado. Dawn y Charles, deciden borrarle la memoria a Jane para que no los delate. Los chicos juegan Verdad o Reto para distraerse, Diana reta a Cassie a besar a Jake, lo que incomoda a Adam y provoca los celos de Diana. Después de una tormenta, Faye ve a una niña afuera de la casa. Cassie, sale buscando a Faye y también ve a la niña y la sigue, encontrándose con Faye, quien le revela que esa niña es ella misma cuando tenía seis años; le cuenta que un día se acercó a tirar piedras al muelle y cayó al agua y estando a punto de ahogarse, su abuelo la salvo, entonces intuye que la niña apareció por una razón. El grupo termina en el muelle, hasta donde Cassie y Faye siguieron a la niña, ahí encuentran el cuerpo de Henry en el agua. De regreso a Chance Harbor, Diana decide terminar con Adam. -Estreno en Latinoamérica: 25 de enero de 2012 por Warner Channel |                                                   |                 |                                  |                          |
| 9 | «Balcoin» ««Balcoin»»                             | Brad Turner     | Andrew Miller & Andrea Newman    | 10 de noviembre de 2011  |
| Cassie nota que su abuela está actuando extraño. El primo de Melissa llega a la ciudad para animarla y ayudar en el baile que se está preparando y Diana se siente atraída por él. Cassie lleva a Jake a la casa abandonada donde descubren el árbol genealógico de Cassie por parte de su padre, John Blackwell (descendiente de los Balcoin, una larga dinastía de magia negra); con lo cual Jake se pone nervioso y Faye nota que Adam tiene razón sobre él y se lo cuenta. Jake le cuenta el descubrimiento a Isaac y éste decide que lo mejor es irse e informar al consejo. Cassie le dice a Jake que siente que entre ellos hay una conexión especial y lo invita al baile, pero él se niega a ir, más tarde se presenta en la puerta de su casa, diciendo que él también siente esa conexión entre ellos y le pide ir al baile. En el baile, Jake recibe una llamada de Isaac y sale a hablar con él donde le dice que tiene que llevarse a Cassie con ellos, Adam lo descubre y advierte a las chicas, sin embargo, Cassie se ha ido con Jake, quien, en su casa, le cuenta acerca de los Balcoin y le pide que se vayan juntos para protegerla. Adam le advierte a Cassie, ella, acepta irse con él y le dice que empacará sus cosas por lo que va a su casa, dónde se encuentra Isaac y se la lleva, sus ayudantes, golpean a Jake, quien intenta defenderla. Adam, Faye y Jake llegan a rescatar a Cassie. Isaac le dice a Jake que ha cometido un error pues Cassie no es la única Blackwell dentro del Círculo. El bote de los cazadores de brujas se va con Jake a bordo mientras el resto del Círculo lo ven marcharse. -Estreno en Latinoamérica: 1 de febrero de 2012 por Warner Channel |                                                   |                 |                                  |                          |
| 10 | «Darkness» ««Oscuridad»»                          | Chris Grismer   | David Ehrman                     | 5 de enero de 2012       |
| Cassie aprende más sobre su antecesor, Francis Balcoin, y se refugia en Adam cuando descubre un secreto sobre sí misma que debe guardarse del resto del círculo, aunque se vuelve contra él cuando se lo cuenta a Diana. Mientras tanto, Diana se alegra de que su abuela Kate llega de visita, pero Charles sospecha de los motivos que tuvo su madre para visitarlos, después de que Kate toma un interés especial en Cassie. Mientras tanto, Faye recluta a un misterioso chico llamado Lee, para que la ayude con un hechizo que podría cambiar el equilibrio del círculo para siempre. Kate, le dice a Cassie que existe un hechizo para drenar la magia negra de su interior y acepta llevarlo a cabo, sin embargo, este no es más que una prueba de la Anciana para saber cuánto poder tiene la chica en realidad. Cassie le confiesa a Diana que la sensación de poder le ha gustado. Cassie es capaz de sentir la presencia de Jake afuera de la casa de los Meade. -Estreno en Latinoamérica: 8 de febrero de 2012 por Warner Channel |                                                   |                 |                                  |                          |
| 11 | «Fire/Ice» ««Fuego/Hielo»»                        | Joshua Butler   | Holly Henderson & Don Whitehead  | 12 de enero de 2012      |
| Adam ayuda a Cassie a mirar al pasado de su padre, Ethan trata de ser un mejor padre y se ofrece para asistir al baile de la escuela, los esfuerzos de Faye para tener de vuelta su poder individual tienen resultados escalofriantes cuando se trata de robar el poder de Cassie, pero que termina robando el círculo entero (con exclusión de Cassie, que no se ve afectada). Faye exige a Lee decirle cómo revertir el hechizo y cortar la conexión que le da el poder. Sin embargo, el Círculo está furioso con Faye. Adam le pide a Cassie ir al baile de fuego y hielo con él pero ella se niega. Diana nota que Adam no aparta su mirada de casi y le pide a otro chico que baile con ella. De vuelta en el sótano de la vieja casa abandonada Cassie y Adam discuten sobre manera de tratar de deshacerse de sus poderes, ya que le preocupa los métodos peligrosos de Cassie para tratar de librarse de su magia oscura y a la hora de tomar el libro de sus manos le susurra a ella: "Tu destino es importante para mí." A continuación, comparten un apasionado beso antes de que alguien camina por la habitación, dan la vuelta y ven que Jake ha vuelto a Chance Harbor. -Estreno en Latinoamérica: 15 de febrero de 2012 por Warner Channel |                                                   |                 |                                  |                          |
| 12 | «Witness» ««Testimonio»»                          | Eagle Egilsson  | Dana Baratta                     | 19 de enero de 2012      |
| Jake vuelve y confiesa que él estuvo presente en la noche del incendio, ofreciendo la oportunidad a Cassie para descubrir finalmente lo que sucedió la noche que murió su padre, mediante un hechizo que la conectará con sus recuerdos bloqueados de aquella noche, pero Diana y Adam sospechan de los motivos de Jake para hacerlo, mientras que Faye queda atrapada en una situación peligrosa cuando un viejo conocido de Lee llega sin avisar y se entera de que comerciaba con un tipo de droga que tiene la capacidad de aumentar los poderes individuales. Ya dentro de la memoria de Jake, Cassie descubre que su padre no murió esa noche y que Ethan mintió sobre no estar ahí. Mientras tanto, Dawn utiliza a Ethan para conseguir el cristal de Charles. Cassie regresa al barco y toma el medallón que su padre dejó la noche del incendio, finalmente, Jake la acompaña a la tumba de John para saber si realmente está muerto o no. -Estreno en Latinoamérica: 29 de febrero de 2012 por Warner Channel |                                                   |                 |                                  |                          |
| 13 | «Medallion» ««Medallón»»                          | Liz Friedlander | Andrew Miller & Andrea Newman    | 2 de febrero de 2012     |
| Cassie se entera de que los cazadores de brujas están de regreso a Chance Harbor, por lo que llama al Círculo en busca de ayuda. Ethan pide a Diana su ayuda para organizar una fiesta de cumpleaños. Cassie revela sus verdaderos sentimientos hacia Adam y hacia Jake. Mientras tanto, Faye y Melissa siguen ansiosas de recuperar su poder individual, por lo que prueban con un poco del Espíritu del Diablo que Lee le preparó a Callum. -Estreno en Latinoamérica: 7 de marzo de 2012 por Warner Channel |                                                   |                 |                                  |                          |
| 14 | «Valentine» ««San Valentín»»                      | Dave Barrett    | Roger Grant                      | 9 de febrero de 2012     |
| En honor a la festividad, Faye y Melissa organizan una fiesta de pijamas "anti-San Valentín" solo para chicas e invitan a Diana y Cassie. Pero la noche se pone salvaje cuando Melissa le ofrece a Diana un poco de Espíritu del Diablo, haciendo que Diana se suelte un poco prometiendo que besará al chico de la pizza cuando aparezca, sin embargo, la primera persona en aparecer es Lee, quien se aparece en la fiesta para ayudar a Faye a recuperar sus poderes individuales. Mientras tanto, Cassie busca la ayuda de Adam y Jake después de que es cazada por parte de los espíritus de unos vengativos brujos. -Estreno en Latinoamérica: 14 de marzo de 2012 por Warner Channel |                                                   |                 |                                  |                          |
| 15 | «Return» ««Regreso»»                              | Brad Turner     | David Ehrman                     | 16 de febrero de 2012    |
| Cassie se sorprendió cuando su padre apareció en su puerta. Sin embargo, su sorpresa rápidamente se convierte en sospecha cuando él le pide que devuelva el medallón que encontró en los restos del incendio que mató a los miembros del círculo anterior. Cassie huye, pero es capturada por Eben y su banda de cazadores de brujas. Jake se ofrece a sí mismo por Cassie, y cuando Adam se da cuenta de que están en problemas llama al Círculo. Mientras tanto, Faye y Diana se preocupan cuando Melissa empieza a pasar más tiempo con Callum. -Estreno en Latinoamérica: 21 de marzo de 2012 por Warner Channel |                                                   |                 |                                  |                          |
| 16 | «Lucky» ««Afortunada»»                            | Joshua Butler   | Katie Wech                       | 15 de marzo de 2012      |
| Adam le cuenta a Cassie que Blackwell está en busca de un dispositivo para drenar el poder de las brujas y que claramente ha vuelto a sus viejas costumbres, después de que ella lo descubre merodeando la casa abandonada. Faye se presenta en casa de Lee para invitarlo a la fiesta de recaudación de fondos y se sorprende cuando una mujer aparece y se presenta como la novia de Lee. Melissa presenta a Diana con Grant, un chico nuevo en la ciudad. -Estreno en Latinoamérica: 18 de abril de 2012 por Warner Channel |                                                   |                 |                                  |                          |
| 17 | «Curse» ««Maldición»»                             | John Fawcett    | Don Whitehead & Holly Henderson  | 22 de marzo de 2012      |
| Blackwell previene a Cassie y a Adam sobre que si bien están destinados a amarse, ese amor también es una maldición y sugiere a Cassie que visite a su abuela para saber si existe un hechizo para revertirlo. Jane le cuenta a Cassie que alguien en el Círculo morirá si la maldición se despierta. Por otra parte, Faye descubre que Eva tiene poder y que asesinó a Lee y Charles pone en marcha su próximo movimiento contra John. Dawn descubre que Blackwell aún tiene poder y que él fue quien creó la maldición para separar a Cassie de Adam. -Estreno en Latinoamérica: 25 de abril de 2012 por Warner Channel |                                                   |                 |                                  |                          |
| 18 | «Sacrifice» ««Sacrificio»»                        | Nick Copus      | David Ehrman                     | 29 de marzo de 2012      |
| Jake recibe la inesperada visita de un viejo conocido llamado Samuel (un cazador de brujas), quien tiene noticias para Blackwell sobre el próximo movimiento de Eben. Cassie obliga a Samuel a revelarle el mensaje para su padre y descubre que Eben está tratando de resucitar a alguien. Por otra parte, Diana se siente mal por tener secretos con Grant y Faye y Melissa ayudan a Adam en el embarcadero a cambio de que él las ayude a mejorar el aspecto amoroso en sus vidas. -Estreno en Latinoamérica: 2 de mayo de 2012 por Warner Channel |                                                   |                 |                                  |                          |
| 19 | «Crystal» ««Cristal»»                             | Omar Madha      | Micah Schraft                    | 19 de abril de 2012      |
| Para protegerse de los cazadores de brujas, Jake, Cassie y Faye van en busca del abuelo de Jake, Royce, para encontrar el cristal de su familia y se enfrentan a las teorías inquietantes que Royce tiene sobre los acontecimientos de hace dieciséis años. Mientras tanto, Diana intenta equilibrar su búsqueda del cristal de los Glaser con Melissa y Adam con su vida romántica con Grant, quien exige saber lo que ella le está escondiendo. Al mismo tiempo, Callum intenta reingresar en la vida de Melissa. Charles y Jane planean su movimiento en contra de Blackwell. El nombre del otro hijo del Blackwell en el Círculo es revelado: Diana. -Estreno en Latinoamérica: 16 de mayo de 2012 por Warner Channel |                                                   |                 |                                  |                          |
| 20 | «Traitor» «Traidor»                               | Eagle Egilsson  | Roger Grant & Katie Wech         | 26 de abril de 2012      |
| Uno de los cristales es robado de la casa abandonada, por lo que el Círculo piensa que el responsable es el brujo que está ayudando a Eben, por lo que Jake consigue una cita con Isaac para ver si logran hacerlo cambiar de bando, pero una pérdida de control de Cassie sobre su magia negra amenaza con destruir cualquier posibilidad de alianza, cuando la búsqueda del traidor los lleva al "Creepiest Place on Earth", una antigua y temerosa feria. Mientras tanto, Jake y Faye trabajan juntos para robar el cristal de Dawn y Melissa y Adam se unen para descubrir un nuevo truco de magia. Por otra parte, Dianna llega frustrada a buscar la ayuda de Charles. El Círculo descubre que Nick está vivo y es quien ayuda a los cazadores de brujas. -Estreno en Latinoamérica: 23 de mayo de 2012 por Warner Channel |                                                   |                 |                                  |                          |
| 21 | «Prom» ««Graduación»»                             | Alex Zakrzewski | Holly Henderson & Don Whitehead  | 3 de mayo de 2012        |
| Es noche de graduación en Chance Harbor y después de que Adam descubra un cristal escondido en la escuela, Blackwell le dice a Cassie que puede usar su magia negra para encontrarlo. Cuando Cassie sigue este consejo, la lleva a hacer un descubrimiento peligroso. Mientras tanto, Faye invita a Jake al baile a pesar del hecho que él la dejó plantada hace dos años. Adam, Dianna, Cassie y Melissa, finalmente llegan al baile pero, pero cuando pierden el cristal de Eben, terminan en una situación de vida o muerte. Mientras tanto Dawn, intenta detener a Blackwell, quien lanza un hechizo mortal contra Charles. -Estreno en Latinoamérica: 30 de mayo de 2012 por Warner Channel |                                                   |                 |                                  |                          |
| 22 | «Family» «Familia»                                | Dave Barrett    | Andrew Miller & Andrea Newman    | 10 de mayo de 2012       |
| Después de que Faye es atacada por los cazadores de brujas, Adam, Melissa y Jake se disponen a salvarla. Blackwell le dice a Cassie y a Diana que la única forma de que la calavera de Cristal funcione es con la sangre Balcoin que corre en sus venas, por lo que tienen que dejar fluir su magia negra; al principio, Diana se muestra reacia a hacerlo, pero Cassie logra convencerla, ya que esta es la única manera de ayudar a sus amigos, sin embargo, Diana aún debe encontrar la manera de llegar a su magia negra. Por otra parte, Charles y Dawn encuentran una nueva forma de recuperar sus poderes... pero a un costo muy grande. -Estreno en Latinoamérica: 6 de junio de 2012 por Warner Channel |                                                   |                 |                                  |                          |

## Producción
El 28 de octubre de 2010, LJ Smith anunció que la trilogía había sido adquirida para desarrollar una serie de televisión en The CW. El 8 de febrero de 2011, The CW recogió The Secret Circle con el creador de Dawson's Creek y cocreador y productor ejecutivo de The Vampire Diaries, Kevin Williamson. El 16 de febrero de 2011, The Secret Circle contrató a Liz Friedlander para dirigir el piloto. Friedlander también dirigió episodios de The Vampire Diaries, Pretty Little Liars, 90210 y One Tree Hill.
El 12 de octubre de 2011, The CW ordenó una temporada completa de 22 episodios.
El elenco principal incluía a Britt Robertson, Thomas Dekker, Gale Harold, Phoebe Tonkin, Shelley Hennig, Jessica Parker Kennedy, Ashley Crow, Louis Hunter y Natasha Henstridge, en primer lugar. Después de la salida de Hunter en el episodio 5, Chris Zylka obtuvo un personaje recurrente, pero a partir del episodio 14 fue ascendido a principal.
Después del episodio 9, Ashley Crow estuvo ausente durante 7 episodios, aunque a su regreso siguió siendo acreditada como principal, solo en los episodios en los que su personaje estaba presente. La misma situación ocurrió con Natasha Henstridge y Gale Harold a partir del episodio 18, donde no aparecen en los créditos.
Tras el regreso de Nick a la historia en el episodio 20, Louis Hunter estuvo en la misma situación, que los actores antes mencionados.